# 佛蒙特大學
佛蒙特大学（英語：The University of Vermont）是位于美国佛蒙特州伯靈頓的一所研究型公立大学，成立于1791年，于1862年成为赠地大学，是该州唯一一所研究型大学。
佛蒙特大学是最初的八所公立常春藤大学之一，是美国创办的第23所大学，也是新英格兰地区创建的第五所大学。

## 校名
佛蒙特大学通常被称为“UVM”，来源于拉丁文“Universitas Viridis Montis”（綠山大學）。

## 歷史

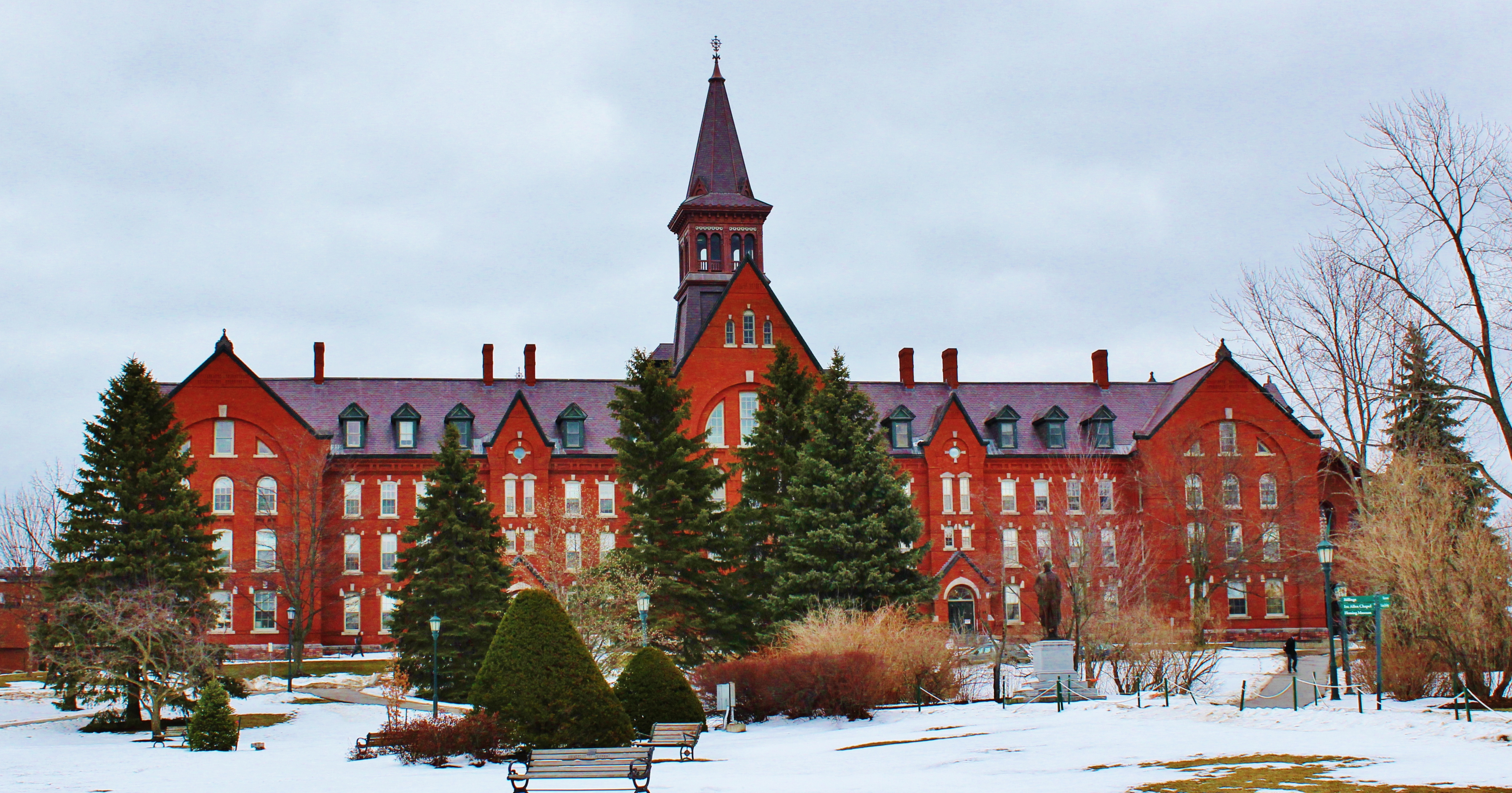
大學最古老的建築“Old Mill”

該大學創立於1791年，也就是在這一年佛蒙特州併入美國聯邦，創始人是佛蒙特州創始人艾拉·艾倫（Ira Allen）。但其首任校長丹尼爾·S·桑德斯（Rev. Daniel C. Sanders）在1800年才就職，1801年大學才正式授課，第一屆畢業生在1804年畢業。

## 學術
該大學有七個本科生院、一個榮譽學院、一個研究生院和一個醫學院，提供本科到博士的教育。其榮譽學院本身不頒發學位，其學院的學生在其他學院聽課。

## 外部連接
- 官方體育網站 （页面存档备份，存于）